# Векилов, Иван Давыдович
Иван Давыдович Векилов (1894—1953) — советский военачальник, генерал-лейтенант артиллерии (1943), участник Первой мировой, Гражданской, Советско-финляндской и Великой Отечественной войн.

## Биография
Родился 6 декабря 1894 года в Цители-Цкаро.
С 1912 года после окончания Тифлисского кадетского корпуса и в 1913 году Михайловского артиллерийского училища служил в Российской императорской армии в составе артиллерийской бригаде. С 1914 года участник Первой мировой войны в составе частей Кавказской армии, участвовал в Сарыкамышской операции.
С 1918 года призван в ряды РККА, служил в Главном артиллерийском управлении РККА. С 1919 по 1921 год участник Гражданской войны, воевал на Кавказском фронте. С 1922 по 1925 год обучался в Артиллерийской академии РККА. С 1925 по 1930 год — командир 80-го артиллерийского полка Армянской горнострелковой дивизии. С 1930 по 1939 год командовал полком и дивизией в Ленинградском военном округе. С 1939 по 1940 год был участником Советско-финляндской войны.
С 1941 года участник Великой Отечественной войны. С 1941 по 1942 год — начальник штаба артиллерии Южного фронта, участвовал в Молдавской оборонительной операции, Днепропетровской оборонительной операции, Донбасско-Ростовской оборонительной операции, Ростовской наступательной операции, Харьковской операции, начального этапа Кавказской и Сталинградской битв. С 1942 по 1943 год — заместитель начальника Штаба, с 1943 по 1945 год — начальник Управления боевой подготовки Артиллерии РККА, принимал участие в 
Белорусской стратегической наступательной операции, Корсунь-Шевченковской наступательной операции, Висла-Одерской наступательной операции, Восточно-Померанской и Берлинской стратегических наступательных операциях. С 1946 по 1953 год — старший преподаватель Высшей военной академии имени К. Е. Ворошилова.
Скончался 16 июня 1953 года в Москве, похоронен на Введенском кладбище (участок 4).

## Высшие воинские звания
- Генерал-майор артиллерии (10.01.1942)
- Генерал-лейтенант артиллерии (5.07.1943)[4]

## Награды
- Орден Ленина (05.11.1946)
- пять орденов Красного Знамени (15.01.1940, 1942, 1943, 16.05.1944, 20.04.1953)
- Орден Богдана Хмельницкого I степени (18.11.1944)
- Орден Суворова II степени (29.07.1944)
- Орден Кутузова II степени (17.11.1945)
- Орден Отечественной войны I степени (04.02.1943)
- Орден Красной Звезды (14.11.1941)
- Медаль «За победу над Германией в Великой Отечественной войне 1941—1945 гг.»[5]